# Liste der Monuments historiques in Santenay (Côte-d’Or)
Die Liste der Monuments historiques in Santenay führt die Monuments historiques in der französischen Gemeinde Santenay auf.

## Liste der Immobilien
| Bezeichnung               | Beschreibung           | Standort                             | Kennzeichnung | Schutzstatus | Datum | Bild           |
| ------------------------- | ---------------------- | ------------------------------------ | ------------- | ------------ | ----- | -------------- |
| Friedhofskreuz            | Stein, 15. Jahrhundert | Saint-Jean, auf dem Friedhof (Lage)  | PA00112650    | Classé       | 1902  | weitere Bilder |
| Kirche St-Jean-de-Narosse | ab dem 13. Jahrhundert | Saint-Jean, rue de Saint-Jean (Lage) | PA00112651    | Classé       | 1928  | weitere Bilder |

## Liste der Objekte
| Bezeichnung                                        | Beschreibung                                                                      | Standort                                             | Kennzeichnung | Schutzstatus | Datum | Bild |
| -------------------------------------------------- | --------------------------------------------------------------------------------- | ---------------------------------------------------- | ------------- | ------------ | ----- | ---- |
| Skulptur Erzengel Michael                          | Kalkstein, erste Hälfte des 16. Jahrhunderts                                      | Saint-Jean, in der Kirche St-Jean-de-Narosse (Lage)  | PM21002112    | Classé       | 1901  |      |
| Skulptur Madonna mit Kind (1)                      | Marmor, 1660, Bildhauer Jacques Bésullier                                         | Saint-Jean, in der Kirche St-Jean-de-Narosse (Lage)  | PM21002113    | Classé       | 1901  |      |
| Skulpturengruppe Mantelteilung des heiligen Martin | Holz, farbig gefasst, um 1500                                                     | Saint-Jean, in der Kirche St-Jean-de-Narosse (Lage)  | PM21002115    | Classé       | 1928  |      |
| Skulptur eines Abtes                               | Holz, farbig gefasst, zweite Hälfte des 15. Jahrhunderts                          | Saint-Jean, in der Kirche St-Jean-de-Narosse (Lage)  | PM21002116    | Classé       | 1928  |      |
| Skulptur Heiliger Rochus                           | Holz, farbig gefasst, erste Hälfte des 16. Jahrhunderts                           | Saint-Jean, in der Kirche St-Jean-de-Narosse (Lage)  | PM21002117    | Classé       | 1928  |      |
| Skulptur Heiliger Bernhard                         | Holz, farbig gefasst, zweite Hälfte des 15. Jahrhunderts                          | Saint-Jean, in der Kirche St-Jean-de-Narosse (Lage)  | PM21002118    | Classé       | 1928  |      |
| Kelch                                              | Silber, vergoldet, zweites Viertel des 17. Jahrhunderts, Goldschmied Nicolas Loir | Santenay, in der Kirche Notre-Dame-du-Rosaire (Lage) | PM21002119    | Classé       | 1983  |      |
| Kruzifix                                           | Holz, farbig gefasst, 17. Jahrhundert                                             | Santenay, in der Kirche Notre-Dame-du-Rosaire (Lage) | PM21003663    | Inscrit      | 1976  |      |
| Skulptur eines Diakons                             | Stein oder Stuck, farbig gefasst, 17. oder 18. Jahrhundert                        | Saint-Jean, in der Kirche St-Jean-de-Narosse (Lage)  | PM21003664    | Inscrit      | 1976  |      |
| Skulptur Heilige Regina                            | Stein, 17. Jahrhundert                                                            | Saint-Jean, in der Kirche St-Jean-de-Narosse (Lage)  | PM21003665    | Inscrit      | 1976  |      |
| Skulptur Johannes der Täufer                       | Holz, farbig gefasst, 17. oder 18. Jahrhundert                                    | Saint-Jean, in der Kirche St-Jean-de-Narosse (Lage)  | PM21003666    | Inscrit      | 1976  |      |
| Skulptur Johannes Evangelist                       | Stein, 17. Jahrhundert                                                            | Saint-Jean, in der Kirche St-Jean-de-Narosse (Lage)  | PM21003667    | Inscrit      | 1976  |      |
| Skulptur Madonna mit Kind (2)                      | Holz, farbig gefasst, 18. Jahrhundert                                             | Saint-Jean, in der Kirche St-Jean-de-Narosse (Lage)  | PM21003668    | Inscrit      | 1976  |      |
| Acht Gemälde mit jahreszeitlichen Darstellungen    | Ölfarbe auf Leinwand, 1947 von Henri Vincenot                                     | im EHPAD Les Verdaines (Lage)                        | PM21004814    | Inscrit      | 2006  |      |
| Glocke                                             | Bronze, 1475 gegossen; angeblich aus der Kapelle von Bellecroix bei Chagny        | Saint-Jean, in der Kirche St-Jean-de-Narosse (Lage)  | PM21002114    | Classé       | 1901  |      |